# Johannes Andreas Anneessens
Johannes Andreas Anneessens (Frans: Jean-André Anneessens) (Brussel, 1687 - ?, 1769) was een vooraanstaand 18e-eeuwse architect in de Oostenrijkse Nederlanden.

## Biografie

### Afkomst
Johannes Andreas Anneessens werd op 3 december 1687 gedoopt in de Sint-Catharinakerk te Brussel. Hij was de zoon van de in 1719 te Brussel onthoofde gildedeken Frans Anneessens en diens tweede vrouw, Florence Gilson.

### Loopbaan
Hij werd al vroeg toegelaten tot het gilde van de Vier Gekroonden, waar hij in 1715 werd ingeschreven als meestersteenhouwer. Bij deze gelegenheid ontsloeg de magistraat hem van zijn burgerplicht om wacht te lopen, uit dankbaarheid voor het feit dat hij de stad een model van de stadhuistoren had geschonken. In deze periode ontwierp hij tevens de fonteinen op de binnenhof van het stadhuis van Brussel.

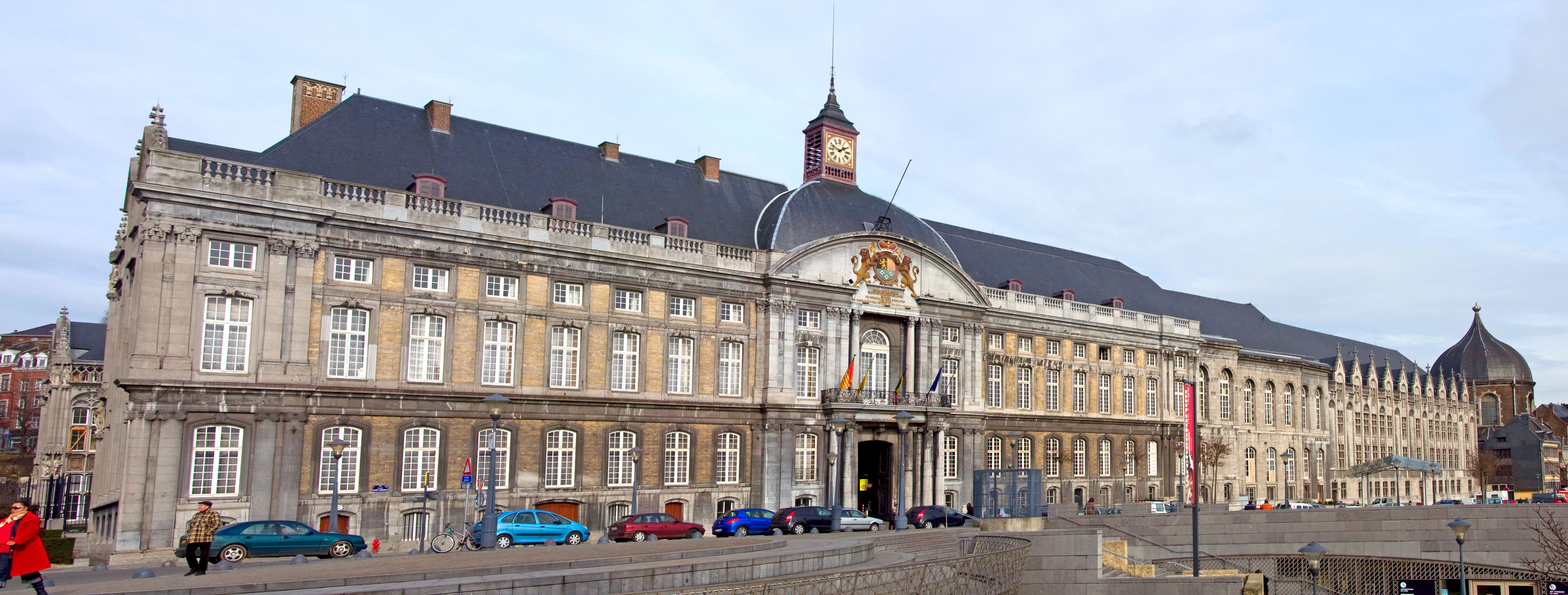
Barokke zuidgevel Paleis van de Prins-bisschoppen, Luik (J.A. Anneessens, 1737)

Na de gevangenneming van zijn vader, haastte hij zich naar de raad van Brabant om voor de verdachte een vrijlating op borgtocht te vragen. De mensonwaardige behandeling van zijn vader had evenwel geen blijvend negatieve invloed op zijn carrière: in januari 1733 werd hij zelfs door de landvoogdes groothertogin Maria Elisabeth van Oostenrijk benoemd tot hofarchitect en bouwtoezichthouder van het hof. In Tervuren verbouwde hij voor haar het hertogelijk buitenverblijf en in Mariemont ontwierp hij een buitenverblijf. 
In 1737 kreeg Anneessens van prins-bisschop George Lodewijk van Bergen de opdracht om voor het Paleis van de Prins-bisschoppen van Luik een nieuwe gevel te ontwerpen aan de kant van de Place Saint-Lambert. Het volgende jaar werd hij door de magistraat van Nijvel gevraagd een  nieuw stadhuis te bouwen. Anneessens was verder betrokken bij het herstel, de uitbreiding en de verfraaiing van tal van religieuze gebouwen en kastelen, met name rond Brussel. Zo realiseerde hij van 1710-1726 in de abdij van Grimbergen een nieuw abdijkwartier. Van 1721-1731 breidde hij het Heilige Geestcollege in Leuven uit met twee nieuwe vleugels en een kapel in régencestijl. In Affligem verbouwde hij in 1747-1748 de abdijkerk, door onder andere twee nieuwe kapellen toe te voegen.

### Overlijden
Anneessens overleed ten gevolge van verstikking, toen hij in de buurt van Aken een zinkgroeve onderzocht. Hij liet zijn echtgenote na: Françoise van Troen, met wie hij sinds 26 januari 1709 getrouwd was, evenals enkele kinderen.

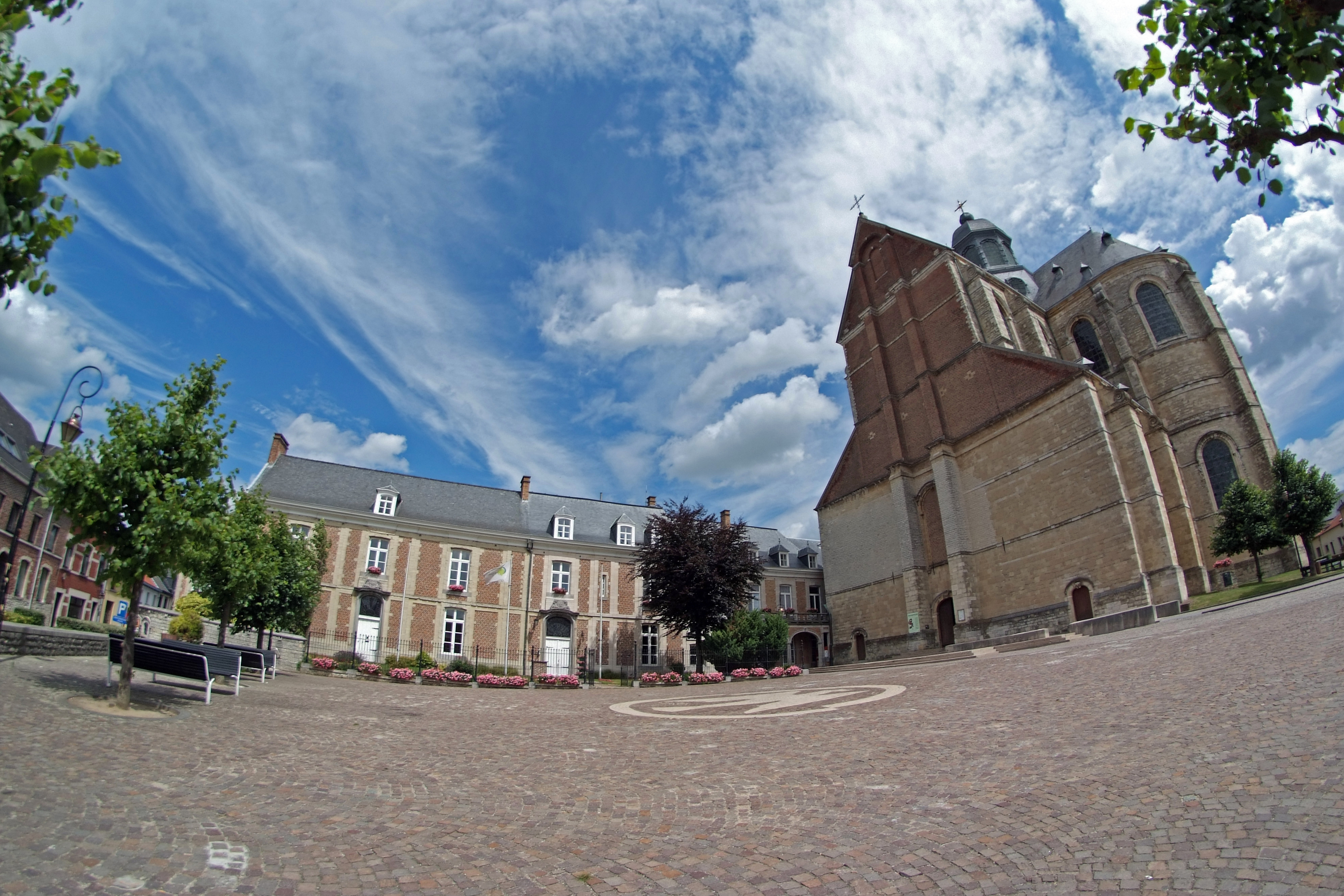
Abdij van Grimbergen
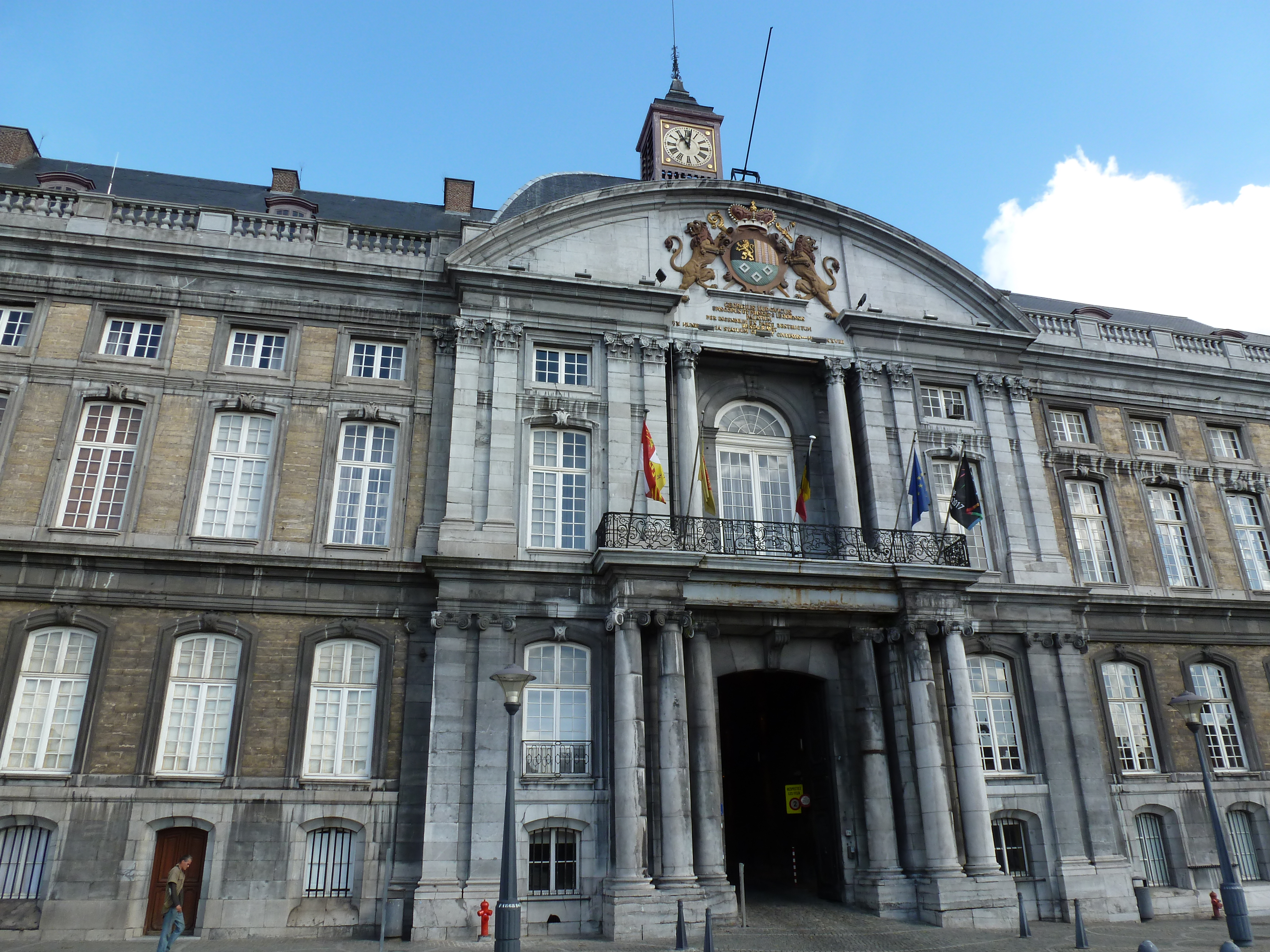
Detail prinsbisschoppelijk paleis, Luik
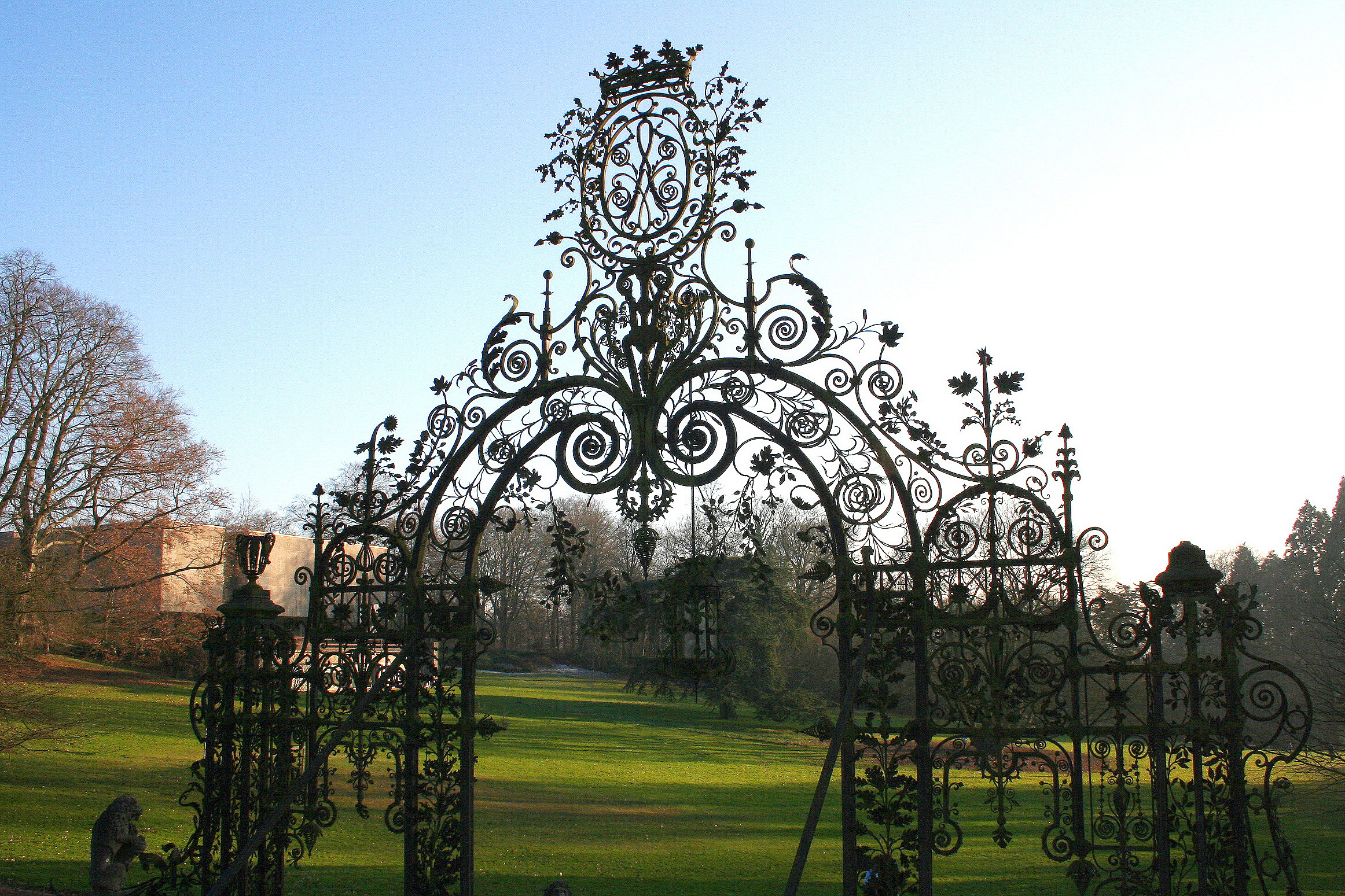
Restant buitenverblijf Mariemont